# Comarca
En general, una comarca és una divisió territorial d'una país, ja sigui administrativa, històrica o natural, que tendeix a ser més gran que un municipi. A l'Estat espanyol, i també en general, és una extensió de territori reduïda que agrupa diverses poblacions, que té una certa unitat a causa de les condicions naturals, la història o les relacions de veïnatge entre els pobles que la formen.
Als Països Catalans existeixen comarques històriques, que en l'actualitat s'han traduit en comarques juridicoadministratives només en els casos de Catalunya i el País Valencià. A l'estat Espanyol, l'Aragó també té comarques juridicoadministratives, mentres que moltes altres comunitats autònomes tenen comarques històriques però sense caràcter administratiu.

## Etimologia
A l'edat mitjana, com a mínim des del segle xiii, s'usava l'expressió chomarcha, comarquia o commarca com a sinònim de marca, terra fronterera.

## Tipus de comarca
A partir de l'edat moderna la comarca comença a prendre el sentit de terra veïna a territoris d'assenyalament popular, encara que amb un ús més aviat imprecís. Avui dia i atès que les comarques naturals, ço és geogràfiques, no corresponen necessàriament all les comarques reconegudes per l'administració, cal diferenciar dos tipus de comarca: la comarca geogràfica i la comarca administrativa.

### Comarca geogràfica
La comarca geogràfica, o natural, és una extensió de territori reduïda dotada d'una unitat fonamentada en factors físics i naturals, criteris econòmics o factors històrics. Per exemple: la Ribagorça, la Ribera del Xúquer o Menorca.

### Comarca administrativa
La comarca administrativa és una demarcació local de caràcter politicoadministratiu i/o estadístic. Per exemple: l'Alta Ribagorça, el Baix Maestrat o la Ribera Alta.
A Espanya són establides per llei autonòmica, determinant el territori que abasten, els seus òrgans de govern (composició i funcionament) i els seus recursos econòmics.
Als Països Catalans hi ha hagut diferents propostes de divisió comarcal, les primeres de les quals daten dels anys 30 del segle xx. La primera proposta aprovada per una institució administrativa va ser la Divisió territorial de Catalunya de 1936 proposada pel geògraf Pau Vila, on va establir a partir dels centres de mercat, unes unitats regionals amb certs trets homogenis.
Algunes de les propostes de divisió comarcal però no aconseguiren ser aprovades, per bé que hi hagué diverses aportacions que serien la base de les divisions comarcals actuals. Als anys 60 Joan Soler, inspirant-se en la divisió de 1936, realitzà una recerca sobre la divisió comarcal dels Països Catalans, que serviria per a la futura divisió territorial aprovada l'any 1987 per la Generalitat Valenciana. D'altra banda, alguns autors com Vicenç M. Rosselló i Ferran Dídac Lluch han proposat dividir Mallorca en mancomunitats.
Actualment, només són reconegudes oficialment com a tals i són un nivell de l'organització territorial de l'administració 43 comarques per la Generalitat de Catalunya i 34 per la Generalitat Valenciana, encara que en aquest darrer cas amb el nom de delimitacions territorials homologades de 2a categoria. Únicament en el primer cas, les comarques disposen de consell comarcal.

### Subcomarca
Hom pot parlar també de subcomarca, que normalment seria una part delimitada d'una o més comarques amb característiques distintives, però que no acostuma a tenir correspondència administrativa (p. ex., Barcelonès Nord).

## Occitània
A Occitània existeixen nombrosos termes dialectals per descriure les seves comarques, que inclouen:
- airal (llenguadocià)[4]
- caire (provençal)[5]
- cairiá (var. cairia, càiria) (llemosí)
- comarca (llenguadocià,[4] gascó)
- (en)contrada (pandialectal fora del vivaroalpí), contraa (vivaroalpí)[6][7]
- país[4] (llenguadocià, llemosí)
- parçan (gascó, llenguadocià)[4][8][9]
- ròdol (llenguadocià, provençal), ròde (llen., pro., i vivaroalpí), redol (llenguadocià)[4][10]

A Occitània en particular, existeix un conjunt de conceptes similars:
- parçan o comarca, segons la geografia occitana i també segon l'administració espanyola.
- escarton a la història occitana. Vegeu la Republica dels Escartons.
- comunautat montanhòla (comunitat muntanyesa) segons l'administració italiana.
- "país" segons l'administració francesa.
- comunautat d'aglomeracion (comunitat d'aglomeració) segons l'administració francesa.
- cantó segons l'administració francesa.

Aquestes denominacions s'utilitzen en diferents contextos per referir-se a divisions territorials o comunitats administratives, tant en l'àmbit històric com en l'administratiu modern, reflectint la complexitat i la diversitat de l'organització territorial a Occitània i les regions veïnes.

### Comarques dels Països Catalans
- Llista de comarques dels Països Catalans
- Comarques de Catalunya
- Comarques de la Catalunya del Nord
- Comarques de la Franja de Ponent
- Comarques de les illes Balears i les Pitiüses
- Comarques del País Valencià